# Citroën e-Méhari
| Sterne im Euro-NCAP-Crashtest (2017) | 3 Sterne im Euro-NCAP-Crashtest |

Der Citroën e-Méhari ist ein elektrisch angetriebenes offenes Freizeitauto mit Kunststoff-Karosserie von Citroën. Der Name erinnert an den 1968 eingeführten Citroën Méhari mit ähnlichem Konzept. Wie dieser ist der e-Méhari einfach ausgestattet und hat ein leichtes Planenverdeck, was nicht zuletzt Gewicht spart und die Reichweite erhöht. Die unlackierte durchgefärbte Karosserie ist aus Kunststoff warmgeformt. Die Presse bezeichnet dieses Freizeitauto auch als „Buggy“.
Das Fahrzeug basiert auf der Idee des auf der IAA 2015 vorgestellten Konzeptfahrzeugs Citroën Cactus M. Anders als dieser hat der e-Méhari fest montierte Überrollbügel. Die technische Basis stellt der Bolloré Bluesummer, das Aussehen und die Innenraumgestaltung ist an den Citroën C4 Cactus angelehnt. Gebaut wurde das Modell seit 2016 bis 2019 von Bolloré. Seit dem Marktstart in Frankreich wurde es nach und nach in weiteren Ländern Europas ausgeführt.
Die Kapazität der Lithium-Polymer-Akkumulatorenbatterie des e-Méhari wird mit 30 kWh angegeben. Sie soll für eine Reichweite von bis zu 200 km innerorts und 100 km über Landstraßen ausreichen. Eine Vollladung dauert etwa 13 Stunden an einer 230-Volt-Steckdose bei 8/10 Ampere oder 8 Stunden an einer 230-V-Steckdose oder öffentlichen Ladesäule (Mode-3-Ladung) bei 14 Ampere Ladestrom. Der Onboardlader hat eine maximale Ladeleistung von 3,3 kW. Es besteht keine Schnelllademöglichkeit. Das Fahrzeug hat einem Typ-2-Ladestecker („Mennekes“-Stecker), welcher nur einphasig betrieben wird, was jedoch aufgrund der sehr überschaubaren Ladeleistung (3,3 kW) des Onbordladers kein Problem sein sollte. Der Motor leistet kurzzeitig 50 kW und dauerhaft 35 kW. Damit ist eine Höchstgeschwindigkeit von etwa 110 km/h möglich.
Laut Herstellerangaben darf das Fahrzeug nicht länger als 48 Stunden ohne Ladeanschluss abgestellt werden, da der Akku andernfalls vollständig entladen wird. Grund für diese wenig praxistaugliche Eigenheit ist die besondere Konstruktionsweise des LMP-Akkus, die eine ununterbrochene Temperierung erfordert.
Der Listenpreis in Deutschland betrug 24.790 € und enthielt nicht die Batterie, die gegen monatlich 87 € gemietet werden musste. Das einzig bestellbare Extra war eine Klimaanlage zum Preis von etwa 1500 €. Airbags waren nicht lieferbar, auch nicht gegen Aufpreis.

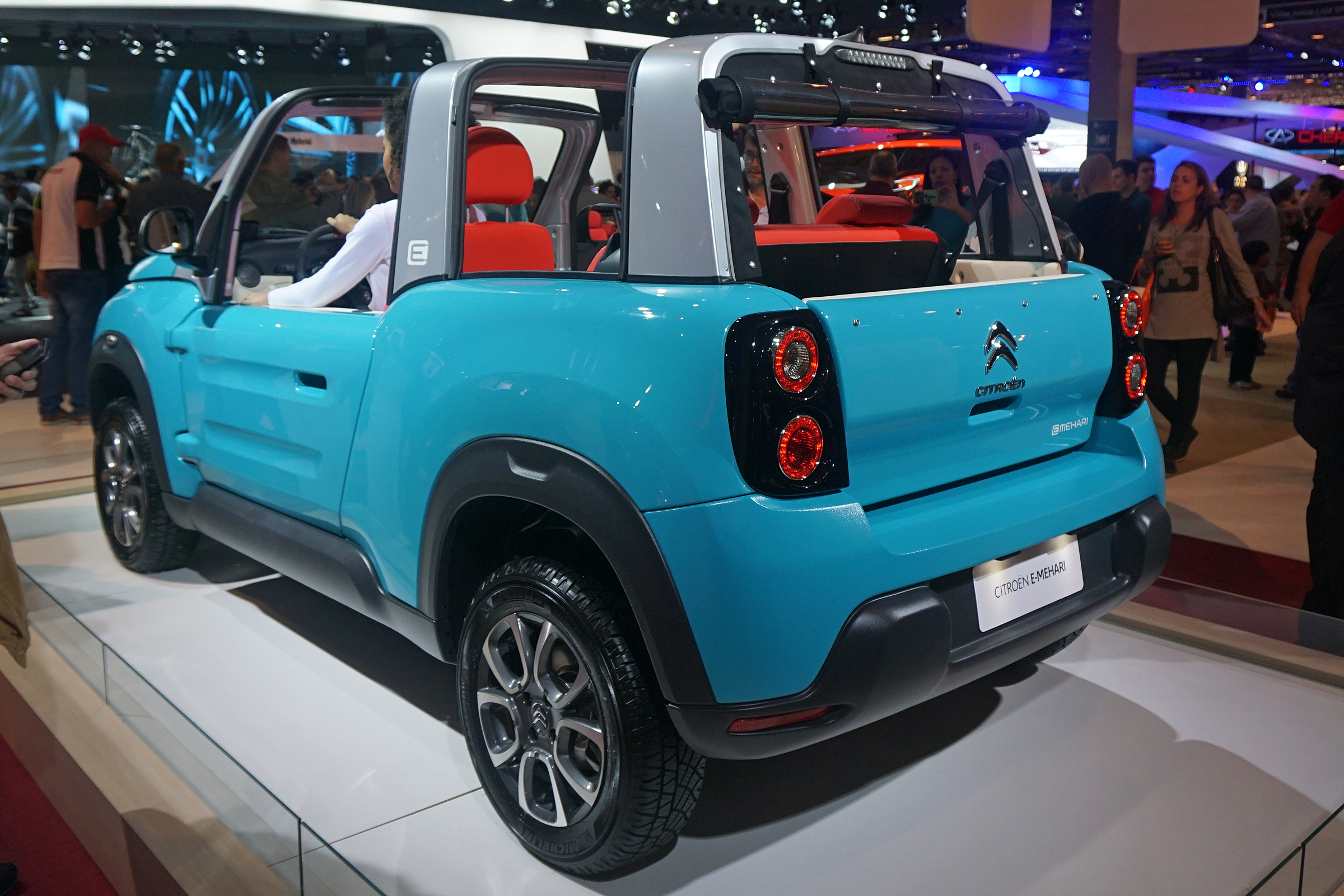
Heckansicht
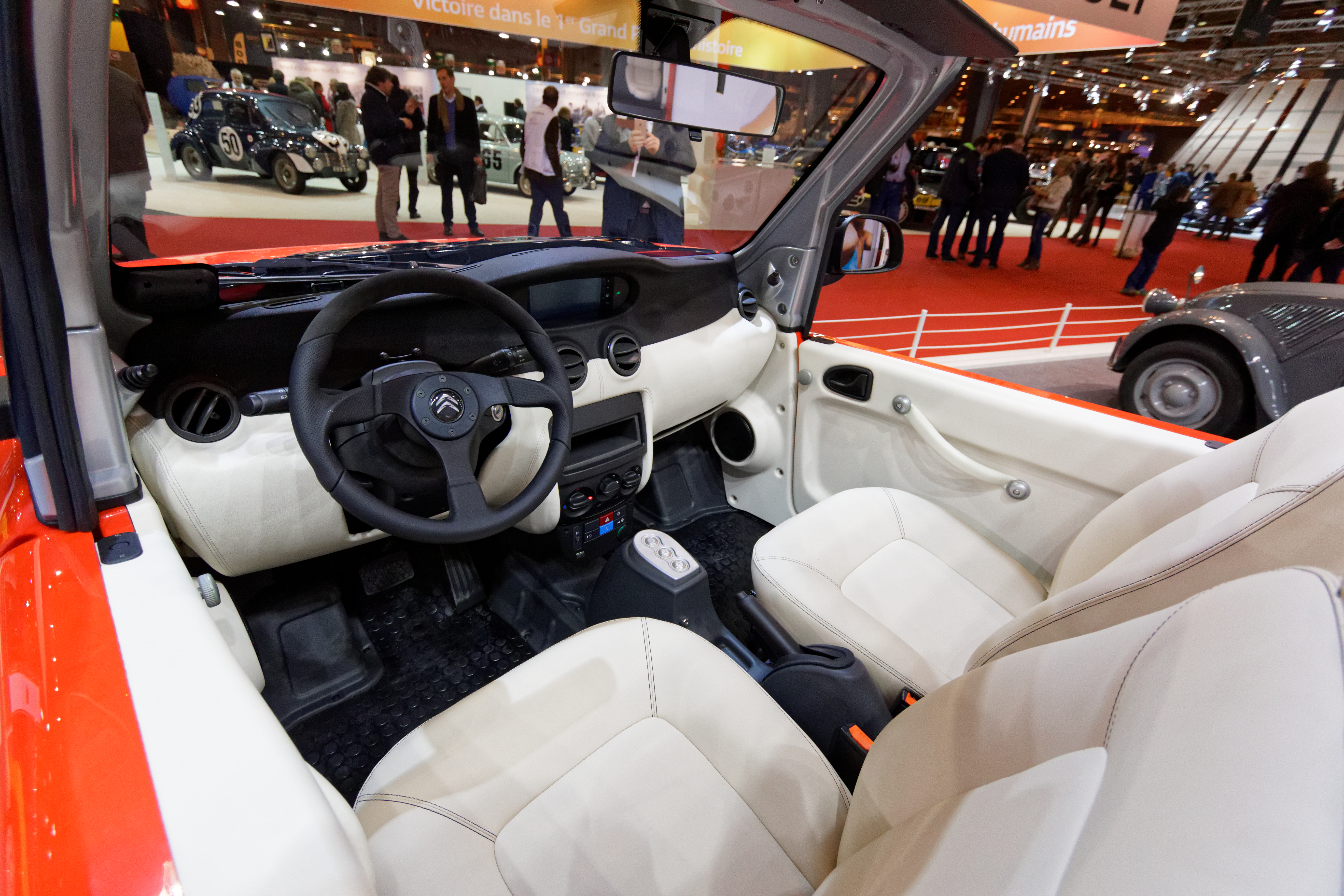
Innenraum
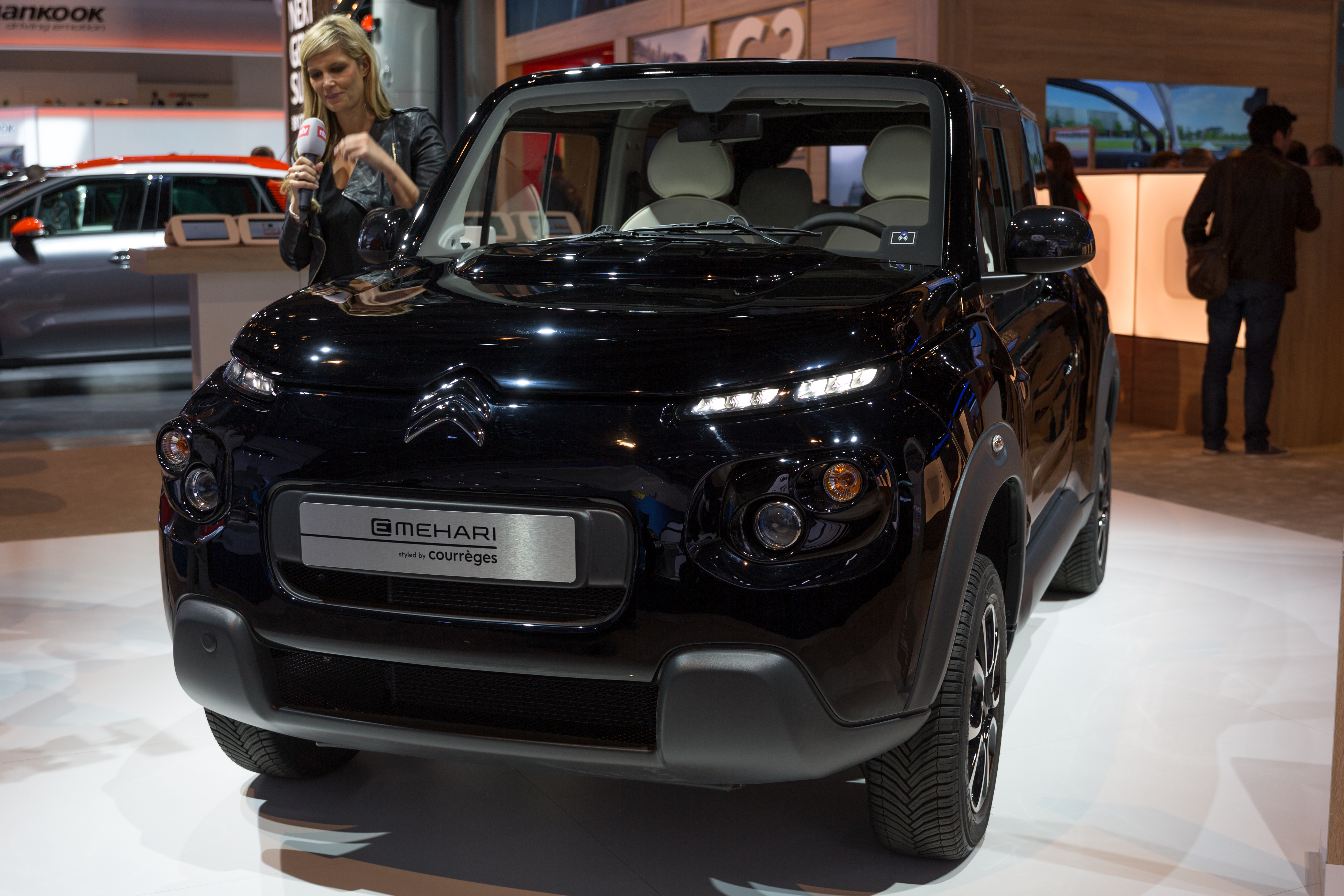
Limitiertes Sondermodell Styled by Courrèges
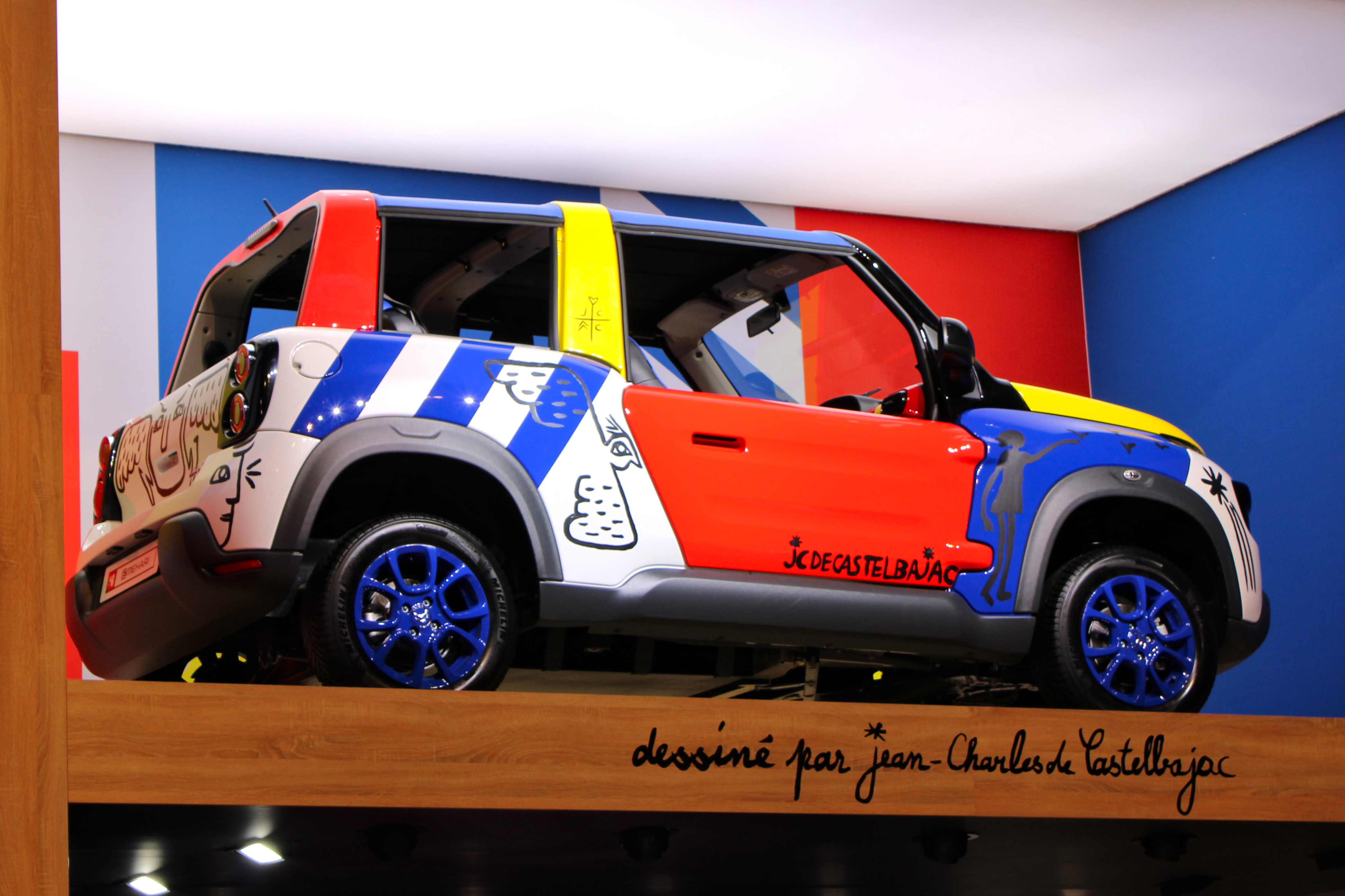
Exklusives Art Car by Jean-Charles de Castelbajac